# Enchiridion symbolorum
El Enchiridion Symbolorum, cuyo título completo es Enchiridion symbolorum, definitionum et declarationum de rebus fidei et morum ("Manual de símbolos, definiciones y declaraciones sobre las cosas de la fe y las costumbres"), es una recopilación católica del magisterio de la Iglesia, elaborada y publicada inicialmente por el jesuita Heinrich Joseph Dominicus Denzinger en 1854. Es la principal referencia teológica en lo que se refiere al Magisterio eclesiástico, donde están recopiladas las verdades dogmáticas en orden cronológico.
La primera edición del Denzinger —abreviado con la letra D— (Würzburg, 1854) era un manual que contenía una colección de 128 documentos dogmáticos, que incluía los decretos principales y definiciones de concilios, lista de proposiciones condenadas, etc. Se inicia con las formas más antiguas del Credo de los Apóstoles. La sexta edición, la última que ocupó a Denzinger, incluyó 202 documentos. Después de la muerte de Denzinger el 19 de junio de 1883, otros autores acometieron la tarea de actualizar la obra, que ha sido revisada y reeditada más de treinta veces.
En 1963, tras requisitos adicionales por las editoriales con la 32.ª edición, el padre jesuita Adolf Schönmetzer realizó una nueva edición del Enquiridio de los Símbolos. Amplió el número y el orden de los documentos.
La última edición (38.ª) incorpora los documentos del Concilio Vaticano II y otros, incluidas las encíclicas papales, hasta 1995. El contenido de la obra se organiza cronológicamente, relacionado con los reinados de los sucesivos papas. El último en acometer tal tarea es Peter Hünermann (Denziger-Hünermann).
El Enchiridion Symbolorum suele citarse con la abreviatura Denz. o, para la edición de 1963, DS (de Denzinger-Schönmetzer, por A. Schönmetzer, su editor).
Las últimas ediciones han añadido las exposiciones doctrinales de la segunda mitad del siglo xx, incluyendo las enseñanzas del Concilio Vaticano II y de los papas recientes.
Por lo general todas adiciones son conciliares o bien definiciones papales ex cátedra, pero son todas consideradas de alta autoridad por ser la enseñanza de la Iglesia católica.
Podemos identificar tres abreviaturas en correspondencia a un orden cronológico, conforme a la citación bibliográfica ordinaria:
- DZ - de la primera edición (1854) hasta la trigésima primera (1957).
- DS - de la trigésima segunda (1963) hasta la trigésima sexta (1988).
- DH - de la trigésima séptima (1991) hasta la trigésima octava edición (1999).